# Franz Reuleaux
Franz Reuleaux (Eschweiler, 30 september 1829 – Charlottenburg, 20 augustus 1905) was een Duits werktuigbouwkundig ingenieur, hoogleraar en later directeur aan de Berlijnse Koninklijke Technische Academie, bekend als een van de grondleggers van de moderne werktuigbouwkunde.
Reuleaux wordt beschouwd als de grondlegger van de moderne kinematica. Hij was actief op verschillende gebieden van de werktuigbouwkunde, en heeft ernaar gestreefd om de werktuigbouwkunde tot een exacte wetenschap om te vormen.

## Levensloop

### Jeugd en opleiding
Reuleaux werd geboren in Eschweiler in het toenmalige Pruisen, waar zijn vader en grootvader, een eigen machinefabriek hadden opgebouwd. Toen zijn vader op jonge leeftijd stierf, trok hij met zijn moeder naar Koblenz. Hier ging hij in de leer bij een ijzergieterij en machinefabriek.
In 1846 begon hij terug in Eschweiler in het familiebedrijf, waar inmiddels een oom de leiding had overgenomen. Van 1850 tot 1852 studeerde hij aan de Polytechnische School te Karlsruhe, waar hij les kreeg van Ferdinand Redtenbacher (1809–1863). Deze adviseerde hem zijn horizon te verbreden, en daartoe studeerde hij geesteswetenschappen en natuurwetenschappen aan universiteiten in Bonn en Berlijn.

### Hoogleraar in Zurich en Berlijn
In 1854 begon Reuleaux als ingenieur bij de Keulse machinefabriek Emil Baehrens & Co. Hier werden stoomketels en stoommachines geproduceerd, en Reuleaux werd hoofd van de ontwerpafdeling. In deze tijd publiceerde hij met een oud-studiegenoot zijn eerste boek "Construktionslehre für den Maschinenbau," in drie delen. Hierin introduceerde hij een fundament voor een formele werktuigbouwkunde, waarmee hij aanzien onder vakgenoten verwierf.
Op voordracht van de Duitse ingenieur Gustav Zeuner, werd Reuleaux in 1856 benoemd tot hoogleraar werktuigkunde aan het Zwitserse ETH Zürich. Na acht jaar vertrok hij, in 1864, naar Technische Hogeschool in Berlijn. Dit was een vooraanstaand instituut toentertijd met 300 professoren. In 1879 werd Reuleaux benoemd tot rector. Hij werkte in die tijd ook als adviseur voor de industrie en regering.
In 1876 bij de zesde wereldtentoonstelling in Philadelphia, de Centennial Exposition, werd Reuleaux benoemd tot voorzitter van het Duitse panel van rechters. Hij baarde opzien door met de uitspraak, dat de Duitse goederen ter plaatse inferieur waren aan die van andere landen. Reuleaux participeerde verder in internationale jury's en commissies, en was direct betrokken bij de vorming van een octrooi-systeem in Duitsland. In 1882 werd hij lid van de Koninklijke Zweedse Academie van Wetenschappen.

## Werk

### Kinematica
Reuleaux heeft een bijzondere studie gemaakt naar de beginselen van de bewegingsoverdracht bij machines. Hij een ontwikkelde hierbij een serie van 800 modellen van mechanismes, die de basis van bewegingsoverdracht bij machines belichamen. Hij liet 300 hiervan daadwerkelijk produceren om als voorbeeld te dienen in het technisch onderwijs. Deze collectie modellen genoot toentertijd internationale bekendheid.
Reuleaux ontwikkelde hierbij een nieuwe benadering, die stelde dat de werking van machnines kan worden ontleed tot een keten van elementaire verbindingen. Zo'n verbinding noemde hij een "Kinematische Kette." Riessen (1949) verklaarde dit als volgt:
Om tot de definitie van een machine te komen beschrijft Reuleaux eerst wat hij onder een mechanisme verstaat. Dit is een gesloten, kinematische ketting, welke uit elementenparen bestaat (schroef en moer, as en kussen- blok). De elementen kunnen in een paar slechts een gedwongen beweging t. o. v. elkaar uitvoeren. De paren worden met elkaar verbonden door één element van het éne paar vast te koppelen aan één element van het aansluitende paar...
Reuleaux ontwikkelde een compacte symbolische notatie. een topologie, om een zeer breed scala van mechanismen beschrijven. Hij toonde aan hoe dit kan worden gebruikt om mechanismes te classificeren, en hoe dat zelfs kan leiden tot de uitvinding van nieuwe bruikbare mechanismen. Op kosten van de Duitse regering werden zogezegd een serie van 300 modellen van eenvoudige mechanismen geproduceerd, zoals het vierstangenmechanisme en de krukas. Deze werden verkocht aan de universiteiten voor pedagogische doeleinden. Vandaag de dag bevindt de meest complete set zich aan de Cornell University College of Engineering.
Van al Reuleauxs werk op dit gebied is de reuleaux-driehoek, een curve van constante breedte, het bekendst geworden.

## Publicaties, een selectie
- Moll, C. L., und F. Reuleaux, Construktionslehre für den Maschinenbau. 3 delen, 1854-58.
- Reuleaux, F. Theoretische Kinematik : Grundzüge einer Theorie des Maschinenwesens ; Lehrbuch der Kinematik, Vieweg, 1875.[7]
- Reuleaux, F. Lehrbuch der Kinematik ; I: Theoretische Kinematik. II: Die prakt. Beziehungen der Kinematik zu Geometrie u. Mechanik, Vieweg, 1875-1900.[8]
- Reuleaux, Franz. Briefe aus Philadelphia, 1877.[9]
- Reuleaux, F. Das Buch der Erfindungen, Gewerbe und Industrien : Rundschau auf allen Gebieten der gewerblichen Arbeit. 6 delen, Spamer, 1884-1892.
- Reuleaux, F. Die Maschine in der Arbeiterfrage, Bruns, 1885.
- Reuleaux, F. Der Weltverkehr und seine Mittel ; 1. Rundschau über Schiffahrt, Landfahrt und Welthandel ; Das Buch der Erfindungen, Gewerbe und Industrien : Rundschau auf allen Gebieten der gewerblichen Arbeit. Spamer, 1887.
- Reuleaux, F. Kurzgefasste Geschichte der Dampfmaschine, 1891.

Publicaties over Franz Reuleaux
- Francis C. Moon, The Machines of Leonardo Da Vinci and Franz Reuleaux: Kinematics of Machines from the Renaissance to the 20th Century, Dordrecht, The Netherlands: Springer, 2007.